# پینار دل ریو
پینار دل ریو (به اسپانیایی: Pinar del Río) مرکز استان پینار دل ریو با جمعیت ۱۹۱٬۰۸۱ نفر (۲۰۲۲)، جزو ۱۰ شهر بزرگ کشور است، و در غرب کوبا واقع شده‌است.

## خصوصیات
پینار دل ریو ۶۹۱٫۱۲ کیلومتر مربع مساحت و ۱۹۱٬۰۸۱ نفر جمعیت دارد و ۶۱ متر بالاتر از سطح دریا واقع شده‌است.

## اقتصاد
این شهرستان در یک منطقه بزرگ پرورش تنباکو واقع شده‌است و از مراکز صنعت تولید سیگار برگ است.

## آب‌وهوا
پینار دل ریو دارای اقلیم حاره‌ای گرم است، به ویژه اقلیم موسمی حاره‌ای (Am) بر اساس طرح سامانه طبقه‌بندی اقلیمی کوپن.
| داده‌های اقلیم پینار دل ریو        | داده‌های اقلیم پینار دل ریو | داده‌های اقلیم پینار دل ریو | داده‌های اقلیم پینار دل ریو | داده‌های اقلیم پینار دل ریو | داده‌های اقلیم پینار دل ریو | داده‌های اقلیم پینار دل ریو | داده‌های اقلیم پینار دل ریو | داده‌های اقلیم پینار دل ریو | داده‌های اقلیم پینار دل ریو | داده‌های اقلیم پینار دل ریو | داده‌های اقلیم پینار دل ریو | داده‌های اقلیم پینار دل ریو | داده‌های اقلیم پینار دل ریو |
| ماه                               | ژانویه                     | فوریه                      | مارس                       | آوریل                      | مه                         | ژوئن                       | ژوئیه                      | اوت                        | سپتامبر                    | اکتبر                      | نوامبر                     | دسامبر                     | سال                        |
| --------------------------------- | -------------------------- | -------------------------- | -------------------------- | -------------------------- | -------------------------- | -------------------------- | -------------------------- | -------------------------- | -------------------------- | -------------------------- | -------------------------- | -------------------------- | -------------------------- |
| میانگین بیش‌ترین °C (°F)           | ۲۷٫۰ (۸۱)                  | ۲۷٫۰ (۸۱)                  | ۲۹٫۰ (۸۴)                  | ۳۰٫۰ (۸۶)                  | ۳۱٫۰ (۸۸)                  | ۳۱٫۰ (۸۸)                  | ۳۲٫۰ (۹۰)                  | ۳۲٫۰ (۹۰)                  | ۳۲٫۰ (۹۰)                  | ۳۰٫۰ (۸۶)                  | ۲۹٫۰ (۸۴)                  | ۲۷٫۰ (۸۱)                  | ۲۹٫۸ (۸۵٫۸)                |
| میانگین کم‌ترین °C (°F)            | ۱۷٫۰ (۶۳)                  | ۱۷٫۰ (۶۳)                  | ۱۸٫۰ (۶۴)                  | ۲۰٫۰ (۶۸)                  | ۲۱٫۰ (۷۰)                  | ۲۳٫۰ (۷۳)                  | ۲۳٫۰ (۷۳)                  | ۲۳٫۰ (۷۳)                  | ۲۲٫۰ (۷۲)                  | ۲۱٫۰ (۷۰)                  | ۱۹٫۰ (۶۶)                  | ۱۸٫۰ (۶۴)                  | ۲۰٫۲ (۶۸٫۳)                |
| بارندگی میلی‌متر (اینچ)            | ۵۶٫۰ (۲٫۲)                 | ۶۵٫۰ (۲٫۵۶)                | ۷۴٫۰ (۲٫۹۱)                | ۷۸٫۰ (۳٫۰۷)                | ۱۹۰٫۰ (۷٫۴۸)               | ۲۶۰٫۰ (۱۰٫۲۴)              | ۱۶۱٫۰ (۶٫۳۴)               | ۲۰۸٫۰ (۸٫۱۹)               | ۲۲۱٫۰ (۸٫۷)                | ۱۲۹٫۰ (۵٫۰۸)               | ۷۵٫۰ (۲٫۹۵)                | ۴۰٫۰ (۱٫۵۷)                | ۱٬۵۵۷ (۶۱٫۲۹)              |
| میانگین روزهای بارانی             | ۶٫۰                        | ۶٫۰                        | ۵٫۰                        | ۶٫۰                        | ۱۱٫۰                       | ۱۵٫۰                       | ۱۳٫۰                       | ۱۴٫۰                       | ۱۶٫۰                       | ۱۲٫۰                       | ۷٫۰                        | ۶٫۰                        | ۱۱۷                        |
| میانگین روزانه ساعت‌های تابش آفتاب | ۲۱۷٫۰                      | ۲۲۶٫۰                      | ۲۴۸٫۰                      | ۲۷۰٫۰                      | ۲۴۸٫۰                      | ۲۱۰٫۰                      | ۲۴۸٫۰                      | ۲۴۸٫۰                      | ۲۱۰٫۰                      | ۲۱۷٫۰                      | ۲۱۰٫۰                      | ۲۱۷٫۰                      | ۲٬۷۶۹                      |
| درصد احتمال تابش آفتاب            | ۶۴                         | ۷۳                         | ۶۷                         | ۶۹                         | ۶۲                         | ۵۴                         | ۶۲                         | ۶۲                         | ۵۸                         | ۵۸                         | ۶۴                         | ۶۴                         | ۶۳٫۱                       |
| منبع: Weather Atlas               |                            |                            |                            |                            |                            |                            |                            |                            |                            |                            |                            |                            |                            |

## حمل و نقل
بزرگراه، ایستگاه راه‌آهن، فرودگاه پینار دل ریو، و فرودگاه لا کولوما.

## سرشناسان
- دنیس بائز – لیگ برتر بیسبال آمریکا
- سن داگ – عضو گروه سایپرس هیل
- میخایین لوپز نونیز – یکی از بزرگ‌ترین کشتی‌گیران تمام دوران، با کسب پنج مدال طلا از پنج دورهٔ متوالی بازی‌های المپیک، و  رکورددار بیشترین مدال المپیک[۶]
- خوزه کونترراس – لیگ برتر بیسبال آمریکا
- آلکسی رامیرس – بازیکن شیکاگو وایت ساکس
- یوئل رومرو – هنرهای رزمی ترکیبی، کشتی‌گیر مسابقات المپیک

## نگارخانه

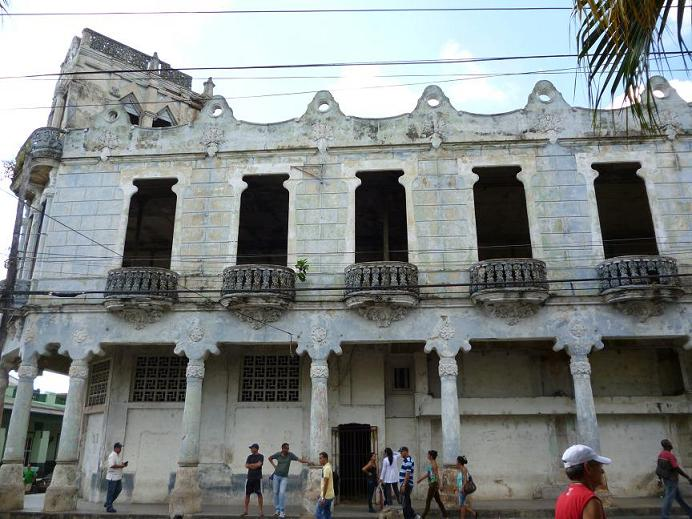
بنای تاریخی «فروتی کوبا»، واقع در مرکز شهر
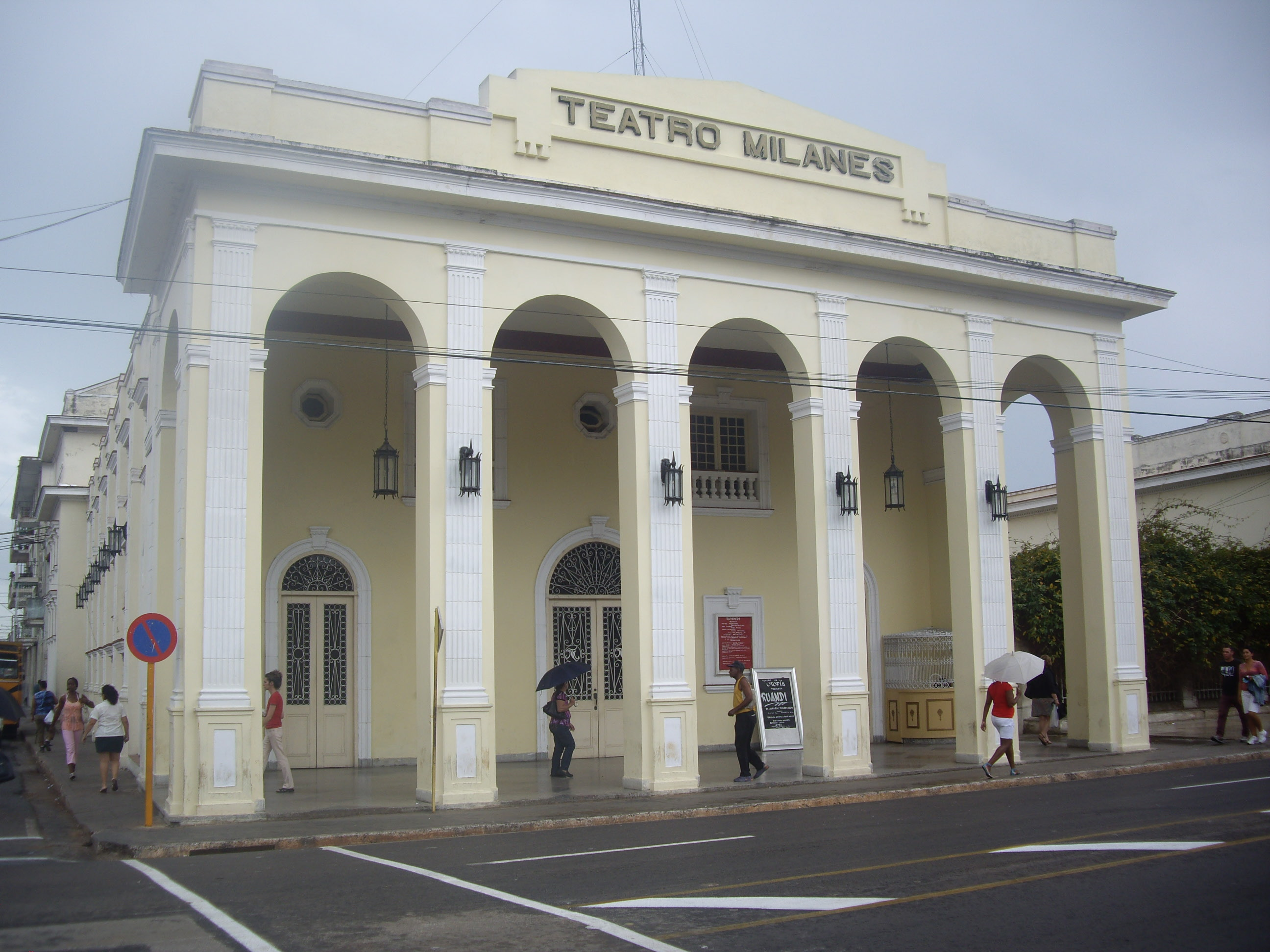
تئاتر میلان
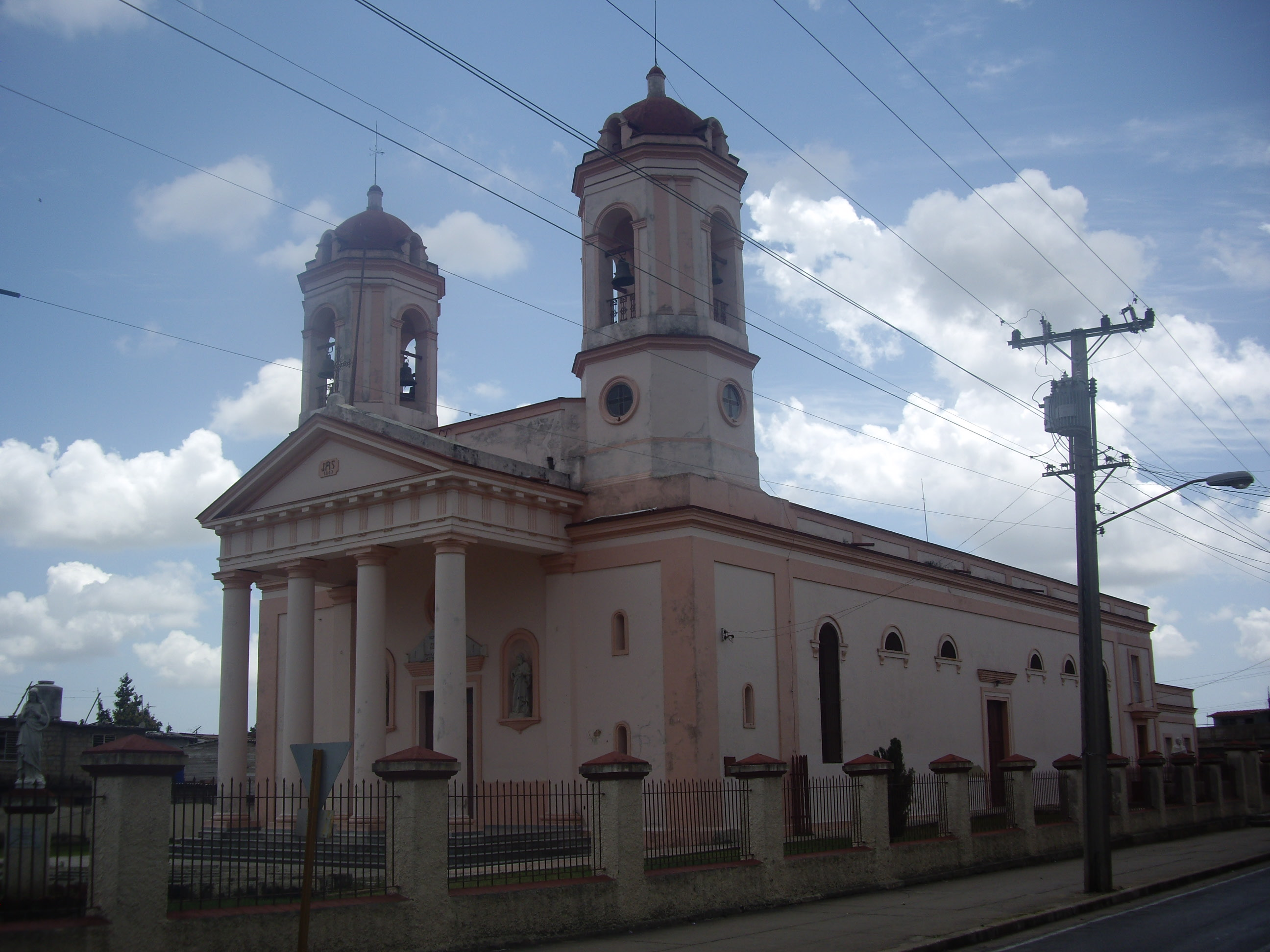
کلیسای جامع
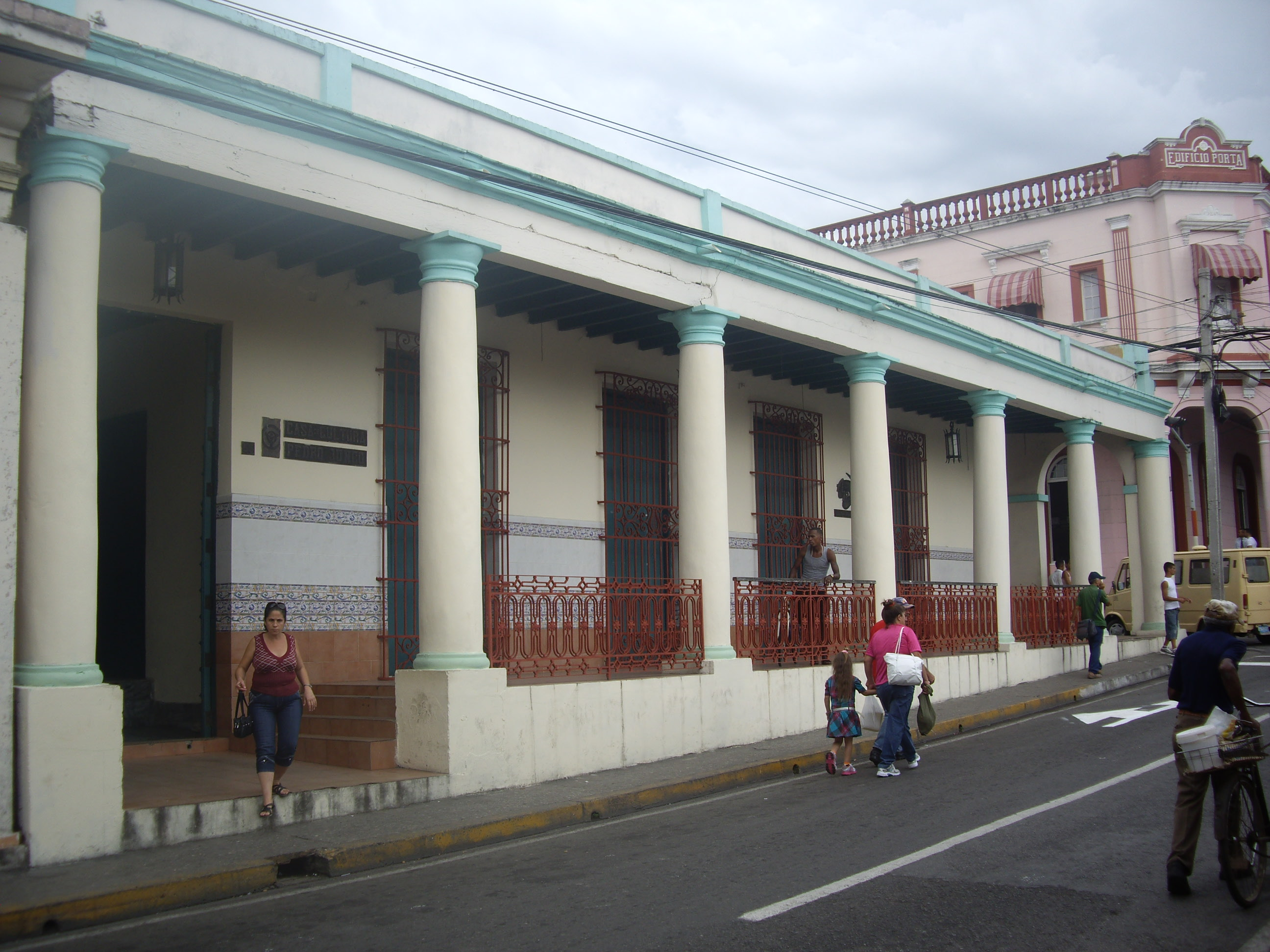
خانه فرهنگ «پدرو جونکو»
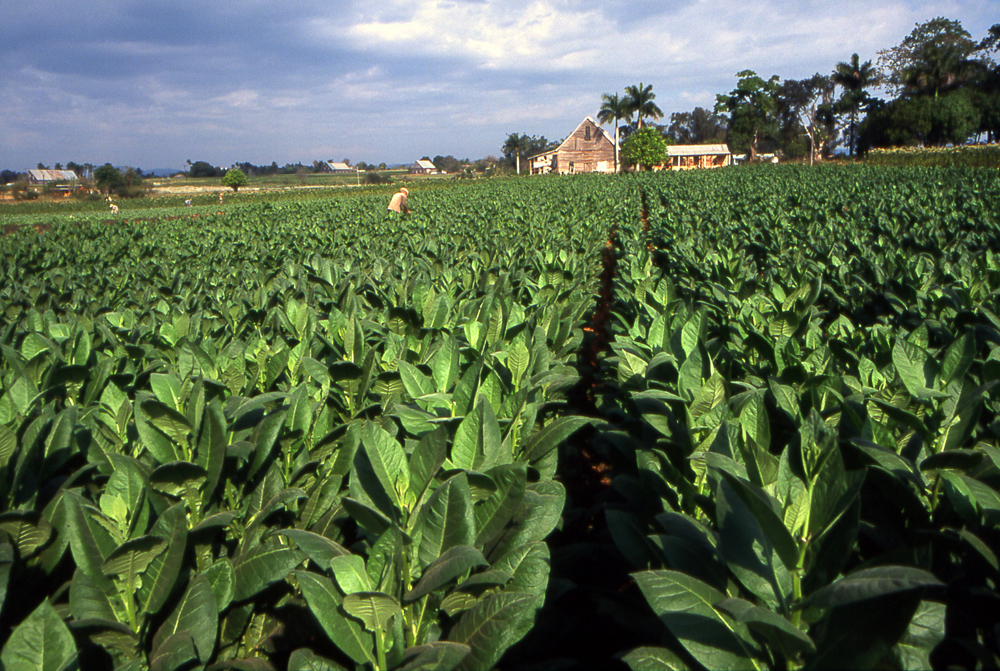
مزرعه تنباکو
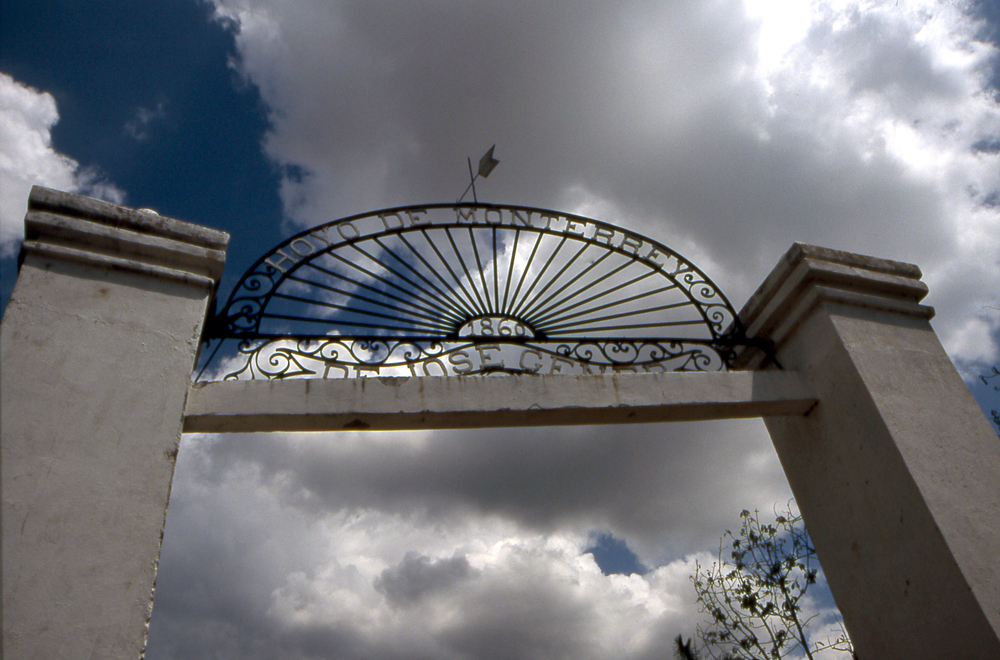
کارخانه سیگار